# Lutz van Dijk

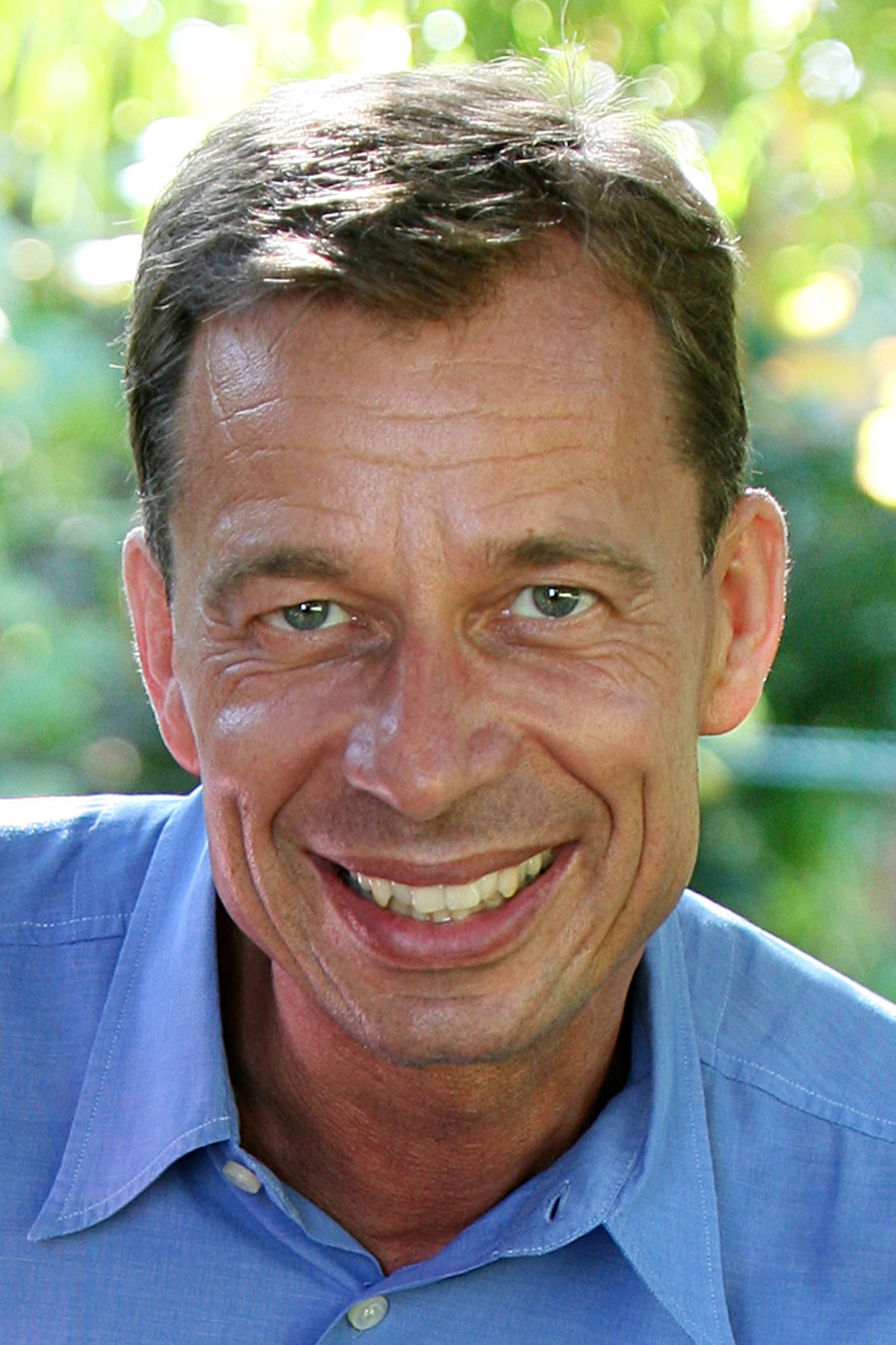
Lutz van Dijk (2007)

Lutz van Dijk (bis 1992 Lutz van Dick; * 1955 in West-Berlin) ist ein deutsch-niederländischer Autor und Pädagoge.

## Leben
Lutz van Dijk arbeitete zunächst als Sonderschullehrer, dann auch als Autor. Er lebt heute in Amsterdam und Kapstadt. Van Dijk nahm die niederländische Staatsangehörigkeit an.

## Werk
Lutz van Dijk wurde 1987 mit einer Dissertation im Fachbereich Erziehungswissenschaft der Universität Hamburg zum Thema „Oppositionelles Lehrerverhalten 1933–1945“ promoviert. Im Sommersemester 2009 hatte er die Poetik-Professur an der Forschungsstelle für Kinder- und Jugendliteratur der Carl-von-Ossietzky-Universität in Oldenburg inne.
In seinem schriftstellerischen Werk befasst er sich mit Nationalsozialismus und Homosexualität sowie der Verbindung der beiden Themen. Seit 2018 veröffentlicht er auch Kinderbücher.
Van Dijk engagierte sich für bundesweite Pädagogen-Friedenskongresse und internationale Friedenskongresse, unter anderem in Budapest, Kopenhagen und Paris. Anfang 2001 gründete er mit der Südafrikanerin Karin Chubb und anderen Aktivisten in einem Township bei Kapstadt die Hilfsorganisation HOKISA (Homes for Kids in South Africa), die Kinder und Jugendliche versorgt, die ihre Eltern durch AIDS verloren haben oder selbst infiziert sind. 2002 wurde das erste HOKISA-Heim in der Nähe von Kapstadt eröffnet.
Van Dijk ist Mitgründer des PEN Berlin.

## Auszeichnungen und Nominierungen
- 1992: Hans-im-Glück-Preis der Stadt Limburg a. d. Lahn[4]
- 1997: Youth Literature Award, Namibia
- 2001: Gustav-Heinemann-Friedenspreis[5]
- 2002: Bestes Sachbuch des Jahres (Kinderbuchforum)
- 2003: Rosa-Courage-Preis, Osnabrück
- 2004: Rosa-Courage-Preis, Osnabrück[6]
- 2009: Poetik Ehren-Professur, Carl-von-Ossietzky-Universität Oldenburg
- 2014: Citizen of the Year (Lions Club International, Namibia and South Africa)
- 2021: Nominierung Deutscher Jugendliteraturpreis (Preis der Jugendjury)[7]
- 2023: Soul of Stonewall Awards 2023 – Kategorie Aktivistisches Lebenswerk[8]

## Werke (Auswahl)
- Alternativschulen. Information, Probleme, Erfahrungen. Rowohlt, Reinbek 1979, ISBN 978-3-499-17261-8
- Lernen in der Friedensbewegung. Beltz, Weinheim/Basel 1984, ISBN 978-3-407-33302-5
- Aufstand im Gelobten Land. Erkundungen zur Intifada. Junius, Hamburg 1989, ISBN 978-3-88506-171-7
- Feinde fürs Leben? Aufregende Ferien in Jerusalem. Rowohlt, Reinbek 1989, mehrere Neuauflagen, ISBN 978-3-499-20555-2
- Verdammt starke Liebe: Die wahre Geschichte von Stefan K. und Willi G. Rowohlt, Reinbek 1991 (Neuauflage Querverlag, Berlin 2015), ISBN 978-3-89656-229-6[9]
- „Ein erfülltes Leben – trotzdem …“ Erinnerungen Homosexueller 1933–1945. Rowohlt, Reinbek 1992, ISBN 978-3-499-18278-5
- mit Karin Chubb: Der Traum vom Regenbogen. Nach der Apartheid: Südafrikas Jugend zwischen Wut und Hoffnung. Rowohlt, Reinbek 1999, ISBN 978-3-499-22598-7
- Lutz van Dijk erzählt die Geschichte der Juden. Campus, Frankfurt am Main 2001, ISBN 978-3-593-36703-3
- Von Skinheads keine Spur. cbj, München 2009, ISBN 978-3-641-01056-0
- Der Attentäter. Hintergründe der Pogromnacht 1938: die Geschichte von Herschel Grynszpan. cbj, München 2003, ISBN 978-3-570-30108-1
- unter Mitarbeit von Günther Grau: Einsam war ich nie: Schwule unter dem Hakenkreuz 1933–1945. Nachwort: Wolfgang Popp. Querverlag, Berlin 2003, ISBN 978-3-89656-097-1
- Themba. cbj, München 2006, ISBN 978-3-570-40301-3
- Leben bis zuletzt: Geschichten von Freundschaft, Liebe und Tod. cbj, München 2007, ISBN 978-3-570-30220-0
- Die Geschichte von Liebe und Sex. Campus, Frankfurt am Main 2007, ISBN 978-3-593-37913-5
- Auf Leben und Tod. Wie in der Welt gestorben wird. Gütersloher Verlagshaus, Gütersloh 2010, ISBN 978-3-579-06875-6
- Romeo und Jabulile. Peter Hammer, Wuppertal 2010, ISBN 978-3-7795-0281-4
- African Kids. Eine südafrikanische Township-Tour. Nachwort: Desmond Tutu. Peter Hammer, Wuppertal 2012, ISBN 978-3-7795-0423-8
- Afrika – Geschichte eines bunten Kontinents. Neu erzählt mit afrikanischen Stimmen. Peter Hammer, Wuppertal 2015, ISBN 978-3-7795-0527-3
- „Endlich den Mut …“ Briefe von Stefan T. Kosinski (1925–2003). Querverlag, Berlin 2015, ISBN 978-3-89656-228-9
- Mbongis Weg zur Schule. Eine Geschichte aus Afrika. Fischer Duden Kinderbuch, Frankfurt am Main 2018, ISBN 978-3-7373-3349-8
- Kampala – Hamburg: Roman einer Flucht. Querverlag, Berlin 2020, ISBN 978-3-89656-283-8
- Hrsg. mit Joanna Ostrowska und Joanna Talewiez-Kwiatkowska: Erinnern in Auschwitz auch an sexuelle Minderheiten. Querverlag, Berlin 2020, ISBN 978-3-89656-289-0
- Jüdische Leben. Berichte aus 4000 Jahren. Büchergilde Gutenberg, Frankfurt am Main 2021, ISBN 978-3-7632-7283-9
- Irgendwann die weite Welt. Ein autobiografischer Roman. Querverlag, Berlin 2024, ISBN 978-3-89656-346-0